# Rosneath (Halbinsel)

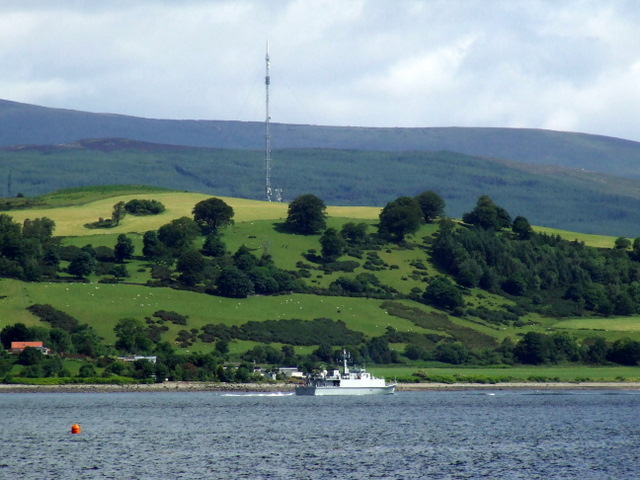
Südspitze von Rosneath

Rosneath (schottisch-gälisch Ros Neimhidh) ist eine Halbinsel in der schottischen Council Area Argyll and Bute.

## Geographie
Die Rosneath-Halbinsel erstreckt sich beginnend bei Garelochhead etwa zehn Kilometer in südlicher Richtung und erweitert sich dabei von einer Breite von zwei auf etwa vier Kilometer. Im Osten grenzt sie der Meeresarm Gare Loch bis Garelochhead ab. Im Westen trennt der Meeresarm Loch Long mit einer Breite von bis zu vier Kilometern Rosneath von der Halbinsel Cowal ab. Im Süden liegen die Städte Gourock und Greenock auf der gegenüberliegenden Seite des Firth of Clyde. Die Halbinsel ist nur dünn besiedelt. Die Ortschaften ziehen sich entlang der Küste und sind über die B833 miteinander verbunden. Im Norden beginnend im Uhrzeigersinn liegen dort Garelochhead, Clynder, Rosneath, Kilcreggan, Cove und Coulport.

## Denkmäler
Auf Rosneath befinden sich insgesamt acht Denkmäler der höchsten schottischen Denkmalkategorie A. Die in Clynder befindliche Villa Gareloch House stammt aus dem Jahre 1817. In der Umgebung von Rosneath sind die Villa Ferry Inn, die St Modan’s Parish Church und die zu Rosneath Castle gehörenden Gebäude Rosneath Home Farm und das Badehaus von Rosneath Castle zu finden. In Kilcreggan liegt die im neoromanischen Stil erbaute Villa Glen Eden. Das Schloss Knockderry Castle und die Villa Craig Ailey liegen hingegen in Cove.